# 431 př. n. l.

## Události
- začíná Peloponéská válka mezi Athénami a Spartou

## Hlava státu
- Perská říše – Artaxerxés I. (465 – 424 př. n. l.)
- Egypt – Artaxerxés I. (465 – 424 př. n. l.)
- Bosporská říše – Satyrus (433 – 389 př. n. l.)
- Sparta – Pleistonax (458 – 409 př. n. l.) a Archidámos II. (469 – 427 př. n. l.)
- Athény – Pythodorus (432 – 431 př. n. l.) » Euthydemus (431 – 430 př. n. l.)
- Makedonie – Perdikkás II. (448 – 413 př. n. l.)
- Epirus – Admetus (470 – 430 př. n. l.)
- Odryská Thrácie – Sparatocos (450 – 431 př. n. l.) » Sitalces (431 – 424 př. n. l.)
- Římská republika – konzulové T. Quinctius Pennus Cincinnatus a C. Iulius Mento (431 př. n. l.)
- Kartágo – Hannibal Mago (440 – 406 př. n. l.)